# Music!!! / ZerØ
Singles de AAA
Beyond ~ Karada no Kanata
(2008) Tabidachi no Uta
(2009)
Music!!! / ZerØ est le 19esingle du groupe AAA sorti sous le label Avex Trax le 27 août 2008 au Japon. Il atteint la 9e place du classement de l'Oricon et reste classé 8 semaines, pour un total de 31 978 exemplaires vendus. Il sort en format CD+DVD Music!!!, CD+DVD ZerØ et CD Extra.
ZerØ a été utilisé comme thème d'ouverture pour l'anime World Destruction: Sekai Bokumetsu no Rokunin; et Crash [Extended version] a été utilisé comme thème musical pour le jeu vidéo World Destruction sur Nintendo DS. Music!!! et ZerØ sont présentes sur l'album remix AAA Remix ~non-stop all singles~ et sur l'album DepArture.

## Liste des titres
| 1. | Music!!!                                                                                    | Shigeco Ogula, Koichi Tsutaya | Koichi Tsutaya | 5:03 |
| 2. | ZerØ                                                                                        | Arika Takano                  | Tanaka Nao     | 3:40 |
| 3. | Crash (Extended version)                                                                    | Goro Matsui                   | Kazuhiro Hara  | 4:15 |
| 4. | Music!!! (instrumental)                                                                     | Shigeco Ogula, Koichi Tsutaya | Koichi Tsutaya | 5:03 |
| 5. | ZerØ (instrumental)                                                                         | Arika Takano                  | Tanaka Nao     | 3:40 |
| 6. | Variety Movie (AAA Gokubi Club) (VARIETY MOVIE -AAA極秘クラブ~其ノ参- (CD Extra seulement)) |                               |                |      |

| 1. | Music!!! |  |

| 1. | ZerØ                     | Arika Takano                  | Tanaka Nao     | 3:40 |
| 2. | Music!!!                 | Shigeco Ogula, Koichi Tsutaya | Koichi Tsutaya | 5:03 |
| 3. | Crash (Extended version) | Goro Matsui                   | Kazuhiro Hara  | 4:15 |
| 4. | ZerØ (instrumental)      | Arika Takano                  | Tanaka Nao     | 3:40 |
| 5. | Music!!! (instrumental)  | Shigeco Ogula, Koichi Tsutaya | Koichi Tsutaya | 5:03 |

| 1. | ZerØ |  |